# Miquel Ducas (protoestrator)
Miquel Ducas (grec: Μιχαήλ Δούκας, Mikhaïl Dukas; nascut cap al 1061 i mort després del 1117) fou un membre de la nissaga Ducas, parent de l'emperador Aleix I Comnè (r. 1081-1118) i alt càrrec militar, amb el rang de protoestrator, durant el regnat d'Aleix. Les úniques fonts sobre la seva vida són l'Alexíada d'Anna Comnena i els Comentaris del seu marit, Nicèfor Brienni.

## Biografia
Miquel Ducas nasqué cap al 1061. Era el fill gran del domèstic de les escoles Andrònic Ducas i, per tant, net del cèsar Joan Ducas i la seva muller, Maria de Bulgària, neta del tsar Joan Ladislau de Bulgària. Per tant, era cunyat d'Aleix I Comnè, que estava casat amb la seva germana, Irene Ducena. El 1074, durant la revolta del mercenari normand Roussel de Bailleul, Miquel i el seu germà petit Joan Ducas eren a la finca del cèsar Joan Ducas a Bitínia. Roussel exigí que el cèsar li cedís els dos nens com a ostatges a canvi d'alliberat el seu pare ferit, a qui mantenia en captivitat. El cèsar acceptà la condició i els dos germans foren empresonats per Roussel. Els servidors dels nens convenceren un camperol perquè els ajudés a escapar-se i els portés a Nicomèdia, però finalment, Miquel i el seu pedagog eunuc, Leontaci, aconseguiren fugir. Joan restà pres fins al seu alliberament un cop Roussel fou derrotat uns mesos després.

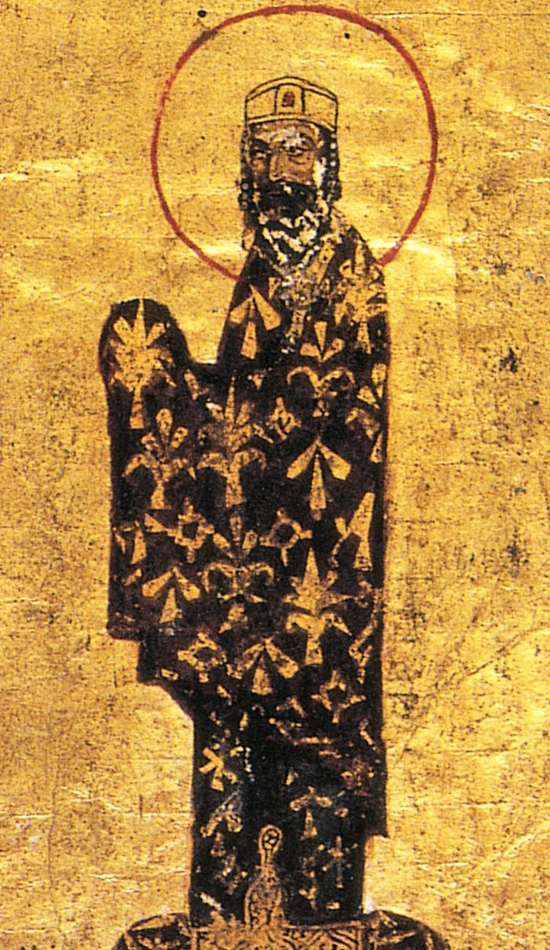
Miniatura de l'emperador Aleix I Comnè (r. 1081-1118)

El 1078, tingué un paper cabdal en el casament de Nicèfor III Botaniates (r. 1078–1081) amb l'emperadriu Maria d'Alània. El matrimoni anava en contra del dret canònic, puix que Maria encara estava casada amb l'emperador derrocat Miquel VII Ducas (r. 1071-1078), però Miquel seguí les instruccions del seu avi, el cèsar, i trobà un sacerdot disposat a celebrar la cerimònia. El 1081, quan Aleix Comnè es revoltà contra Botaniates, Miquel acompanyà el cèsar al campament d'Aleix a Esquiza, on donaren suport a la candidatura d'Aleix pel tron romà en el litigi amb el seu germà gran, Isaac Comnè. Després de la pujada d'Aleix al tron, Miquel fou recompensat amb la dignitat de sebast i el càrrec de protoestrator, un dels càrrecs militars més alts de l'Imperi Romà d'Orient.
El 1083, participà en la campanya a Tessàlia contra el normands menats per Bohemon I d'Antioquia, dirigint la infanteria pesant. Bohemon el derrotà prop de Larisa i en dispersà l'exèrcit. Quatre anys més tard, participà en l'expedició fallida contra els petxenegs a Bulgària i exhortà l'emperador Aleix a fugir després de la derrota romana a Doròstolon. Durant la fugida, caigué a terra quan el seu cavall relliscà, però un soldat li donà el seu propi cavall, cosa que li permeté atrapar el seguici de l'emperador. Tanmateix, uns anys més tard, el 1091, combaté en la victòria sobre els petxenegs en la batalla de Lebúnion, que marcaria un punt d'inflexió en el conflicte entre romans i petxenegs.
Se sap que assistí al sínode del 1094 que condemnà Lleo de Calcedònia. Durant la invasió normanda del 1107-1108 fou enviat a l'Epir per reunir soldats. Morí després d'una llarga malaltia el 9 de gener d'un any desconegut, però anterior al 1117, quan el típicon del monestir de la Mare de Déu Plena de Gràcia l'esmenta com a mort.

## Família
Es casà amb una dona de nom desconegut i hi tingué diversos fills: L'únic que es coneix amb certesa és Constantí Ducas, sebast i governador de la regió del riu Bardari cap al 1118. A més a més, Demétrios I. Polemis identifica dues dones de la família Ducas com a filles de Miquel. La primera és una tal Teodora Ducena, que un epigrama menciona com a muller d'un tal Teodor. Polemis la fa mare d'Eufrosina Ducena, neta de Miquel, el pare de la qual també es deia Teodor. La segona és Irene Ducena, muller de Gregori Camater, un home d'orígens humils que ascendí a la cort sota Aleix Comnè i el seu successor, Joan II Comnè (r. 1118-1143). Es desconeix el nom d'una altra filla, casada amb un tal Joan. Finalment, és possible que un poema de Nicolau Càl·licles es refereixi a un altre fill.